# Dragarino
Dragarino (macedónul: Драгарино) település Észak-Macedóniában, a Pelagonijai körzet Bitolai járásában.

## Népesség
| Lakosok száma | 109  | 120  | 131  | 130  | 148  | 113  | 81   | 86   | 84   |
|               | 1948 | 1953 | 1961 | 1971 | 1981 | 1991 | 1994 | 2002 | 2021 |

2002-ben 86 lakosa volt, akik mindannyian macedónok.